# Cesare Leopoldo Bixio
Cesare Leopoldo Bixio (Genova, 19 aprile 1799 – Genova, 27 dicembre 1863) è stato un politico italiano.

## Biografia
Fu Deputato del Regno di Sardegna per due legislature, eletto nei collegi di Genova IV e Genova V.